# Trillo
|  | Aquest article tracta sobre el municipi castellà. Si cerqueu el polític espanyol, vegeu «Federico Trillo-Figueroa Martínez-Conde». |

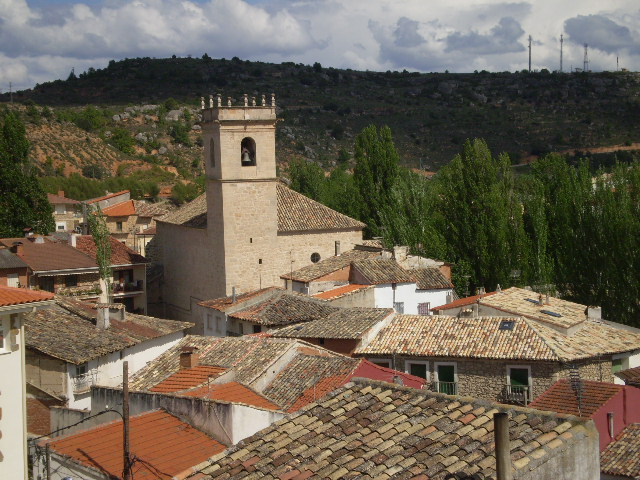
Vista de Trillo

Trillo és un municipi de la província de Guadalajara, a la comunitat autònoma de Castella-La Manxa. Està format per les pedanies de Azañón, Morillejo, La Puerta i Viana de Mondéjar. En aquest municipi hi ha la central nuclear de Trillo inaugurada l'any 1987, on l'empresa Siemens AG instal·là els equips elèctrics el 1984.